# Boos (Schwaben)
Boos ist eine Gemeinde im schwäbischen Landkreis Unterallgäu des deutschen Bundeslandes Bayern. Die Gemeinde ist Mitglied der Verwaltungsgemeinschaft Boos.

## Geografie

### Lage
Der Hauptort liegt ca. zehn Kilometer nördlich von Memmingen in der Region Donau-Iller in Oberschwaben.

### Gemeindegliederung
Das Gemeindegebiet besteht aus den Gemarkungen Boos und Reichau.
Es gibt die Gemeindeteile Boos (Vorwahl 08335) und Reichau (Vorwahl 08333). Beide Orte sind Pfarrdörfer. Dem Gemeindegebiet ging der noch 1695 genannte Ort Kohlwaldhöfe ab.

## Geschichte

### Bis zum 19. Jahrhundert
1054 wurde Boos erstmals urkundlich mit Edlen von Boos erwähnt. Diese waren Vasallen des Klosters Kempten. 1176 ist ein Vasall des oberschwäbischen Klosters Ottobeuren erwähnt. Mit Rudolph von Boos müssen die Edlen von Boos ausgestorben sein. Im 16. Jahrhundert wechselte die Herrschaft Boos vom Kloster Ottobeuren zu den Fuggern. Ein Zweig der Jakob Fugger’schern Linie besaß von da an bis auf die neuere Zeit diese Herrschaft mit einem eigenen Oberamt. Im Dreißigjährigen Krieg wurde 1632 von den Schweden der Pfarrer ermordet. Infolge des Krieges starb Boos bis auf einen noch bewirtschafteten Hof aus. 1777 starb der letzte Fugger der Booser Linie, Boos wechselte daraufhin an die Fugger’sche Linie zu Babenhausen. Mit der Rheinbundakte 1806 kam der Ort zu Bayern. Im Zuge der Verwaltungsreformen in Bayern entstand mit dem Gemeindeedikt von 1818 die heutige Gemeinde.
Von 1853 bis 1854 war Pfarrer Sebastian Kneipp Kaplan im oberschwäbischen Dorf Boos. Überregionale Bedeutung hatte die ehemalige Lehr- und Versuchsanstalt für Weichkäserei und Butterbereitung in Boos, die von 1902 bis 1973 bestand.

### Verwaltungsgemeinschaft
Mit der Gebietsreform in Bayern wurde Boos 1978 Mitglied und Sitz der Verwaltungsgemeinschaft Boos.

### Religionen
Es gibt eine römisch-katholische Gemeinde mit der Pfarrkirche St. Martin.

### Eingemeindungen
Am 1. Januar 1975 wurde die Gemeinde Reichau eingegliedert.

### Einwohnerentwicklung
| Jahr      | 1961 | 1970 | 1987 | 1991 | 1995 | 2000 | 2005 | 2010 | 2015 | 2020 | 2024 |
| Einwohner | 1551 | 1730 | 1692 | 1802 | 1868 | 1890 | 1961 | 1908 | 1962 | 2063 | 2142 |

Zwischen 1988 und 2018 wuchs die Gemeinde von 1785 auf 2007 um 222 Einwohner bzw. um 12,4 %.

## Politik

### Bürgermeister
Bürgermeister ist Helmut Erben, der am 21. Februar 2016 erstmals gewählt wurde und das Amt am 1. April 2016 antrat. Erben erhielt 79,71 % der Stimmen, Mitbewerber war Frank Schröder. Am 15. März 2020 wurde er mit 95,1 % der Stimmen (ohne Mitbewerber) für weitere sechs Jahre gewählt.
Vorgänger von Erben war Michael Ehrentreich, der bereits im Sommer 2015 angekündigt hatte, sich beruflich zu verändern und zum 31. März 2016 zurücktrat.
Dessen Vorgänger als Bürgermeister der Gemeinde war wiederum Hans-Jürgen Neumann, dem am 8. April 2011 der Ehrentitel „Altbürgermeister“ verliehen wurde.

### Gemeinderat
Bei der Wahl am 15. März 2020 ergab sich folgende Besetzung des Gemeinderates für die nächsten sechs Jahre:
- Freie Wählergemeinschaft: 5 Sitze (38,0 %)
- Bürgerblock/CSU/Wählergruppe Landwirtschaft/Offene Liste: 5 Sitze (35,5 %)
- Wählergemeinschaft Reichau: 4 Sitze (26,5 %).

Die Sitzzuteilung bei der vorhergehenden Gemeinderatswahl am 16. März 2014 war wie folgt:
- Freie Wählergemeinschaft: 6 Sitze
- Bürgerblock/CSU/Wählergruppe Landwirtschaft/Offene Liste: 3 Sitze
- Wählergemeinschaft Reichau: 3 Sitze

### Steuereinnahmen
Die Gemeindesteuereinnahmen betrugen 2.143.000 € (2021), davon waren die Gewerbesteuereinnahmen (netto) 586.000 €.

### Wappen
| | Blasonierung: „Geteilt von Rot und Blau; dem Ganzen aufgelegt eine goldene heraldische Lilie.“ |
| Wappenbegründung: Das Fürststift Kempten war von 1371 bis 1551 Oberlehensherr in Boos. Daran erinnert die Teilung des Wappenzeichen Kemptens von Rot und Blau. Im Jahr 1551 erwarb Anton Fugger das Dorf. Bereits ein Jahr später konnte er Boos die Oberlehenshoheit des Fürststifts ablösen. Die Fugger blieben bis 1806 die Landesherren. Sie hatten die niedere und hohe Gerichtsbarkeit inne. An ihre Herrschaft erinnert die Lilie im Gemeindewappen. Der Entwurf und die Gestaltung des Wappens übernahm der Münchner Emil Werz. Das Wappen wurde am 5. August 1957 durch Bescheid des Bayerischen Staatsministeriums des Innern genehmigt. |                                                                                                |

### Flagge
Die Flagge wurde am 2. Mai 1991 durch Bescheid der Regierung von Schwaben genehmigt. Die Flagge ist Gelb-Blau gestreift mit aufgelegtem Gemeindewappen.

## Sehenswürdigkeiten
An Sehenswürdigkeiten gibt es im Ort die Pfarrkirche St. Martin sowie das ehemalige Fuggerschloss. Dieses ist im Besitz der Gemeinde und kann nicht besichtigt werden. Die Gebäude des Schlosses befinden sich in einem äußerst schlechten Zustand, sollen aber durch einen Investor saniert und einer neuen Nutzung zugeführt werden.

## Wirtschaft und Infrastruktur

### Wirtschaft einschließlich Land- und Forstwirtschaft
Es gab im Jahr 2021 nach der amtlichen Statistik 205 sozialversicherungspflichtig Beschäftigte am Arbeitsort, die nicht genauer nach Branche aufgeschlüsselt sind. Sozialversicherungspflichtig Beschäftigte am Wohnort gab es insgesamt 926. Im verarbeitenden Gewerbe gab es einen, im Bauhauptgewerbe vier Betriebe. Zudem bestanden im Jahr 2020 22 landwirtschaftliche Betriebe mit einer landwirtschaftlich genutzten Fläche von 711 ha. Davon waren 342 ha Ackerfläche und 369 ha Dauergrünfläche.

### Bildung
In der Gemeinde gab es 2022 zwei Kindertageseinrichtungen mit insgesamt 90 Kindergartenplätzen und eine Grundschule. Weiterführende Schulen gibt es in der Stadt Memmingen und dem Markt Babenhausen.

## Persönlichkeiten

### Ehrenbürger
- Dominikus Hertel (* 4. September 1867 in Dattenhausen; † 25. Dezember 1956 in Memmingen) von 1896 bis 1923 Lehrer in Boos, von 1902 bis 1922 Lehrer an der Lehrsennerei Boos und ab 1923 Bezirksschulrat in Memmingen[10]. 1921 zum Ehrenbürger ernannt und ab 1975 Widmung der Grundschule nach ihm.

### Söhne und Töchter
- Franz Huber (* 8. März 1887; † 14. Oktober 1979) geboren in Reichau, war ein bedeutender süddeutscher Landschulpädagoge
- Matthias Seefelder (* 28. Februar 1920; † 30. Oktober 2001), war von 1974 bis 1983 Vorstandsvorsitzender der BASF AG
- Philipp Viktor Gumposch (* 1817; † 1. Januar 1853 in München) war ein Literaturhistoriker

### Persönlichkeiten die mit Boos verbunden sind
- Sebastian Kneipp (* 1821; † 1897), Kaplan in Boos 1853/54